# Ryūteki

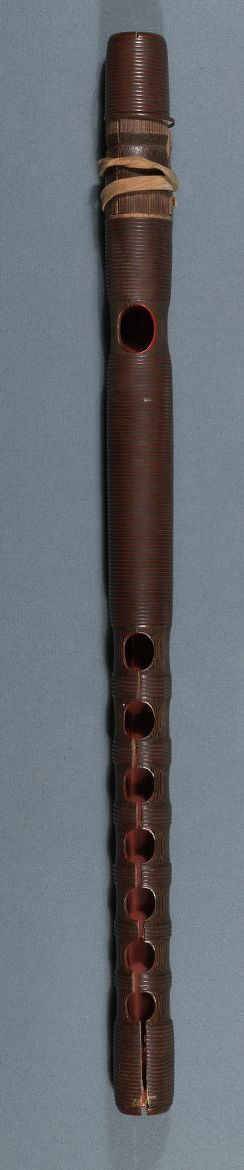
Ryūteki.

Le ryūteki (龍笛) est une flûte traversière japonaise fabriquée traditionnellement en bambou. Ryūteki signifie littéralement « flûte du dragon ».

## Facture
Long de 40 centimètres, l'instrument possède 7 trous. Son embouchure a un diamètre de 1,3 cm.

## Jeu

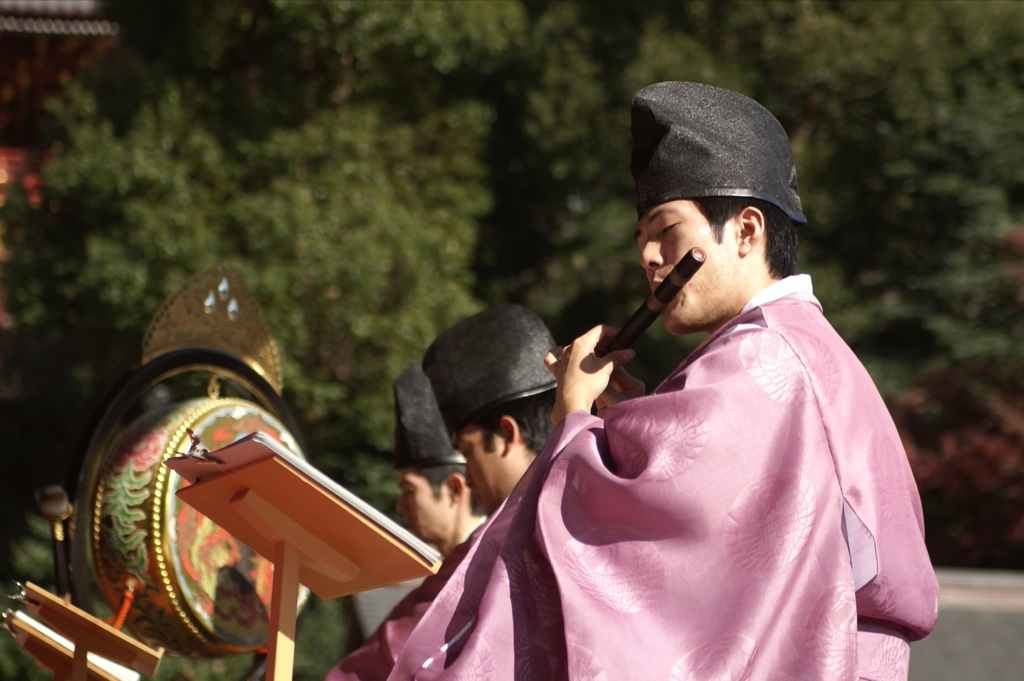
Un joueur de ryūteki.

Le ryūteki est utilisé dans la musique gagaku, où le son qu'il produit est censé représenter les dragons qui montent entre les lumières des cieux (représentés par les shō) et les gens de la terre représentés par les hichiriki.